# مدیش‌کوواچی

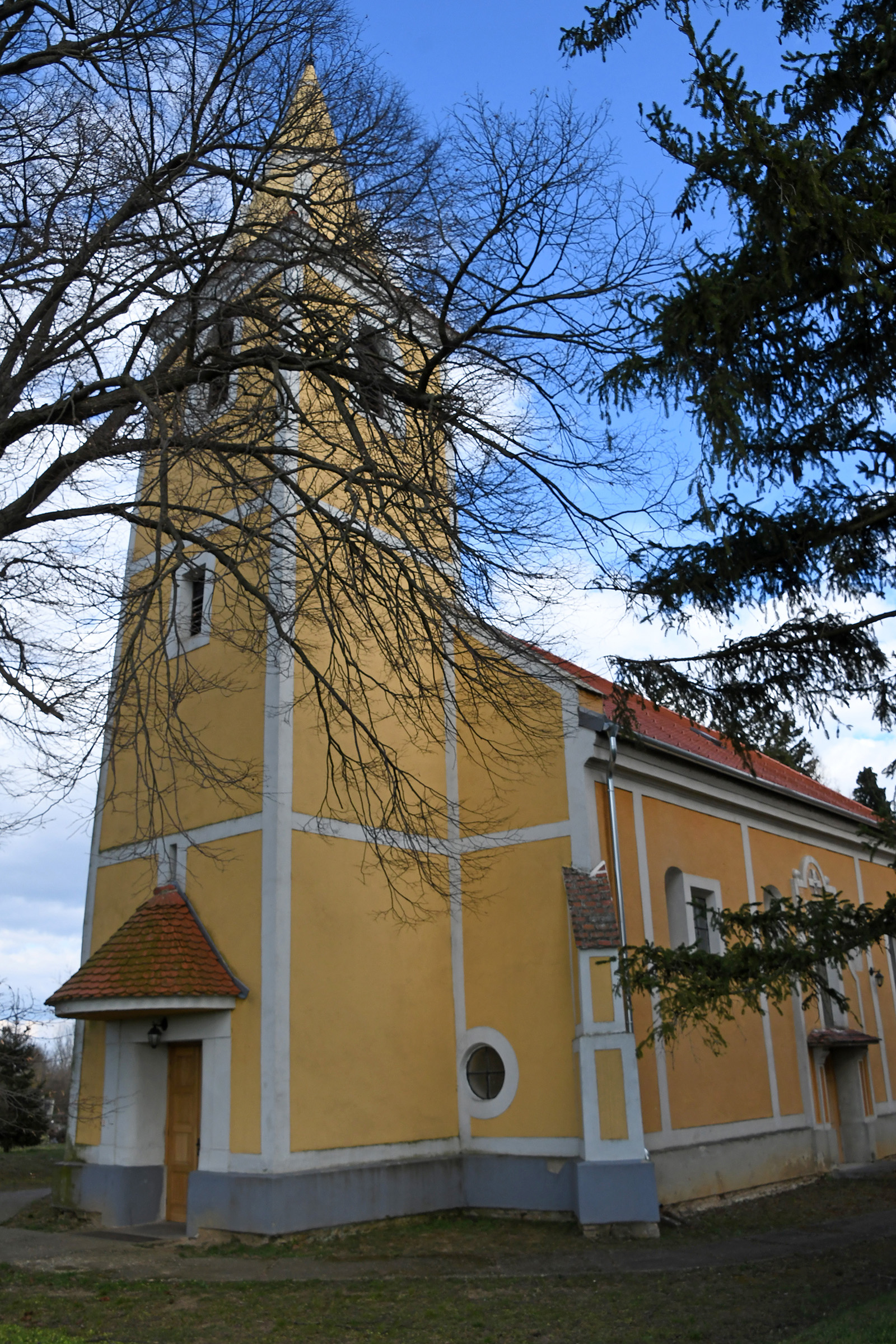
مگیشکوواچی

مدیش‌کوواچی (به مجاری:  Meggyeskovácsi) یک شهرداری در مجارستان است که در واش واقع شده‌است. مدیش‌کوواچی ۲۴٫۶۴ کیلومتر مربع مساحت و ۷۵۵ نفر جمعیت دارد.